# 温特巴赫 (巴特克罗伊茨纳赫县)
温特巴赫（德語：Winterbach，發音：[ˈvɪntɐˌbax]）是德国莱茵兰-普法尔茨州巴特克罗伊茨纳赫县的市镇，总面积14.49平方千米，2023年12月31日总人口为485人。